# Нападение 50-футовой женщины (фильм, 1993)
Нападение 50-футовой женщины (англ. Attack of the 50 Ft. Woman) — американская научно-фантастическая комедия. Римейк одноименного фильма 1958 года. Изначально фильм создавался для трансляции на телеканале HBO, но потом был показан и в кинотеатрах США и Европы.

## Сюжет
В небольшом американском городке есть музей одной молодой женщины по имени Нэнси Арчер.
Покойная мать завещала Нэнси свое состояние, но ее отец стремится заполучить эти деньги, чтобы потратить их на выкуп всей городской недвижимости. Нэнси Арчер живёт в несчастном браке с Гарри. Тот регулярно ей изменяет со своей любовницей Хани. Устраивая скандалы с мужем и отцом, Нэнси ставит себя в невыгодное положение.
Однажды Нэнси едет на машине и замечает НЛО, которое сканирует ее лучом, похожий на лазерный. Женщина не сразу решается рассказать об этом мужу, так как боится, что в итоге ее признают сумасшедшей.
Но в итоге Нэнси уговаривает Гарри поехать с ней, чтобы тот увидел все своими глазами. Выйдя из машины, Нэнси наконец встречает НЛО и исчезает в луче яркого света. Гарри едет домой и никому не рассказывает о происшедшем.
На следующий день Нэнси находят в салоне красоты, который принадлежит Хани, с признаками амнезии. Ее отец, Гамильтон Кобб,  возмущен, почему Гарри бросил свою жену. Возмущена и Нэнси. Но с ней вдруг происходят странные изменения — она начинает расти.
На следующий день Нэнси осматривает доктор Лёб. Он утверждает, что в своей практике не встречался с подобными случаями, но также он предупреждает, что сердце Нэнси, вероятно, не увеличилось в размерах и любые волнения для нее опасны. Гарри не преминует воспользоваться этим — он устраивает Нэнси очередной скандал. Доведённая Нэнси теряет сознание и падает на конюшню.
Гарри, уверенный в том, что его жена умерла, сразу же едет к Хани и спешит подарить ей бриллиантовое колье Нэнси. Но Нэнси не умерла — она встаёт и вершит расправу. Сначала она хватает Хани и объясняет перепуганной женщине, что ей не стоит лезть в ее личную жизнь. Затем она хватает Гарри, который пытается удрать на своем Porsche 911, и уходит с ним в пустыню. Ее преследуют вертолеты Национальной гвардии США. У высоковольтной линии электропередач Нэнси встречается с своим отцом. Нэнси объясняет собравшимся жителям города, что у отца есть планы выкупить всю недвижимость в городе и таким образом установить полный контроль.
Нэнси отвергает предложения шерифа  Денби отпустить Гарри и сдаться. В нее стреляют вертолеты. Женщина падает на высоковольтные провода, все ещё держа в руках Гарри. В этот момент вновь прилетает НЛО. От Нэнси остаётся только огромный яркий силуэт и она исчезает.
На борту космического корабля Нэнси Арчер вместе с двумя другими гигантскими женщинами держит Гарри (вместе с двумя другими мужчинами) под прозрачным куполом. Корабль покидает Землю.

## В ролях
Дэрил Ханна — Нэнси Арчер
Дэниел Болдуин — Гарри Арчер
Кристи Конуэй — Луиза «Хани», любовница Гарри
Уильям Уиндом — Гамильтон Кобб, отец Нэнси
Пол Бенедикт — доктор Лёб
О'Нил Комптон — шериф